# Estación Zuidplein
Zuidplein es una importante estación del Metro de Róterdam ubicada en el sur de la ciudad. La estación colinda con el centro comercial del mismo nombre. Tanto el Rotterdam Ahoy como el Hospital Ikazia se encuentran a poca distancia a pie.
La estación Zuidplein es uno de los centros de transporte público más grandes de Róterdam. Es la segunda estación de autobuses de los Países Bajos en tamaño y cantidad de servicios y pasajeros después de la de Utrecht Central.

## Historia
La estación fue inaugurada el 9 de febrero de 1968, siendo la primera terminal de la primera línea de metro en los Países Bajos (Estación Central-Zuidplein). En 1970 esta línea se amplió hasta la estación Slinge.
Hasta el 1 de octubre de 2011 existía una sucursal del departamento de atención al cliente de la RET en el hall de la estación.

## Arte
En la estación se encuentran dos murales realizados en 1976 por la «Brigada Luis Corvalán», un colectivo de artistas chilenos residentes en París y en su mayoría exiliados luego del golpe de Estado del 11 de septiembre de 1973. Los murales fueron restaurados en 2005 por Juan Heinsohn Huala (integrante de la Brigada Elmo Catalán) y Jorge «Kata» Núñez (antiguo miembro de la Brigada Ramona Parra). Las obras se encuentran sobre dos pilares del edificio y son los únicos que sobreviven de dicha época en la ciudad de los distintos murales realizados por artistas chilenos opositores a la dictadura militar.
Entre noviembre de 2006 y enero de 2007 fue realizado un nuevo mural en la estación por parte de Heinsohn y Núñez. La obra, titulada «De hele wereld is mijn vaderland» («Todo el mundo es mi patria») ocupa una superficie de 44 m² y representa mediante un collage de imágenes la diversidad cultural presente en Róterdam. Fue inaugurada el 20 de diciembre de 2007.

## Servicios
| Línea | Ruta | Notas                 |
| ----- | --- | --------------------- |
| D     | Rotterdam Centraal - Stadhuis - Beurs - Leuvehaven - Wilhelminaplein - Rijnhaven - Maashaven - Zuidplein - Slinge - Rhoon - Poortugaal - Tussenwater - Hoogvliet - Zalmplaat - Spijkenisse Centrum - Heemraadlaan - De Akkers          |                       |
| E     | Den Haag Centraal - Laan van NOI - Voorburg - Leidschendam - Forepark - Pijnacker - Berkel en Rodenrijs - Blijdorp - Rotterdam Centraal - Stadhuis - Beurs - Leuvehaven - Wilhelminaplein - Rijnhaven - Maashaven - Zuidplein - Slinge | Parte de RandstadRail |